# 知多半島

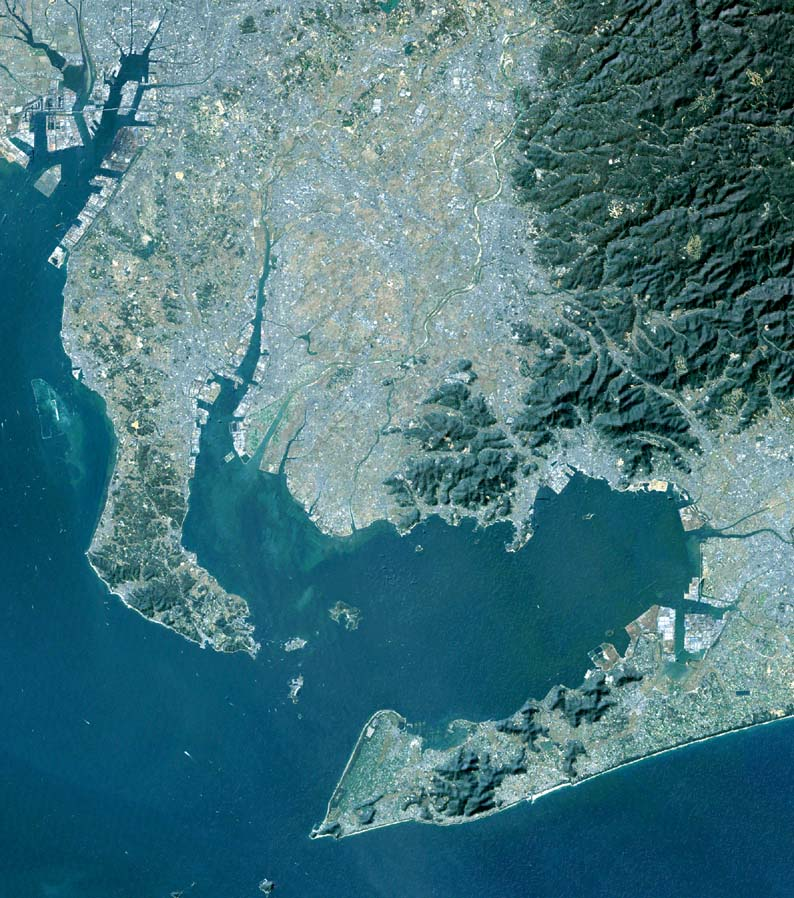
知多半島（左）、渥美半島（下）、三河灣（中間）的衛星影像圖

知多半島（日语：／ Chita hantō */?）為日本愛知縣西部，名古屋市以南南北突出的一個半島。西為伊勢灣、東為知多灣・三河灣，與渥美半島相望。半島上主要為丘陵地形。
34°41′47″N 136°58′25″E / 34.696383°N 136.9735°E